# Arquidiocese de Xalapa
A Arquidiocese de Xalapa (Archidiœcesis Ialapensis) é uma circunscrição eclesiástica da Igreja Católica situada em Xalapa, México. Sua Sé é a Catedral da Imaculada Conceição de Xalapa.
Possui 87 paróquias servidas por 157 padres, contando com 1421181 habitantes, com 92,9% da população jurisdicionada batizada.

## História
A Diocese de Veracruz-Xalapa foi eregida em 5 de janeiro de 1844 com a bula Quod olim  do Papa Gregório XVI, derivando seu território da diocese de Tlaxcala (hoje Arquidiocese de Puebla de los Ángeles). Era originalmente uma sufragânea da arquidiocese da Cidade do México.
Após a ereção da diocese, surgiram dificuldades na implementação da bula que atrasou o estabelecimento da diocese por quase 20 anos. Enquanto isso, as principais localidades de Veracruz estavam disputando o bispado. A bula designou a cidade de Veracruz como Sé, enquanto um decreto consistorial de 1 de junho de 1850 estabeleceu que a Sé deveria ser em Xalapa ou Orizaba; finalmente, reescrito em 16 de junho de 1855, optou definitivamente por Xalapa.
Finalmente, em 19 de março de 1863 o primeiro bispo foi nomeado na pessoa de Francisco Suárez Peredo, que tomou posse da diocese em 18 de setembro de 1864. A diocese possuía o duplo título de "diocese de Veracruz ou Xalapa" (dioecesis Verae Crucis seu Iapalensis). Francisco Suárez Peredo morreu em 1869 em Roma, onde participaria do Concílio Vaticano I.
Em 23 de junho de 1891 e 24 de novembro de 1922, ele cedeu partes de seu território para o benefício da ereção das dioceses de Tehuantepec e Papantla, respectivamente.
Em 29 de junho de 1951, ela foi elevada à categoria de arquidiocese metropolitana em virtude da bula Inter praecipuas do Papa Pio XII.
Em 23 de maio de 1959 e 9 de junho de 1962, ele cedeu outras partes do território a favor da ereção das dioceses de San Andrés Tuxtla e Veracruz, respectivamente. Por ocasião dessa transferência, recebeu o nome atual.
O bispo Rafael Guízar y Valencia foi beatificado pelo Papa João Paulo II em 29 de janeiro de 1995 na Basílica de São Pedro e foi canonizado por Bento XVI em 15 de outubro de 2006. Enterrado na Catedral de Xalapa, ele é o primeiro bispo nascido na América Latina a ser canonizado.
Em 15 de abril de 2000, a arquidiocese cedeu partes do território em benefício da construção das dioceses de Córdoba e Orizaba.

## Prelados
| #                        | Nome                                       | Período     | Notas                     |
| Arcebispos               | Arcebispos                                 | Arcebispos  | Arcebispos                |
| ------------------------ | ------------------------------------------ | ----------- | ------------------------- |
| 5º                       | Jorge Carlos Patrón Wong                   | 2021 -      | Atual                     |
| 4º                       | Hipólito Reyes Larios                      | 2007 - 2021 | Faleceu no cargo          |
| 3º                       | Sergio Obeso Rivera                        | 1979 - 2007 |                           |
| 2º                       | Emilio Abascal y Salmerón                  | 1968 - 1979 |                           |
| 1º                       | Manuel Pío López Estrada                   | 1951 - 1968 |                           |
| Arcebispo-coadjutor      |                                            |             |                           |
|                          | Sergio Obeso Rivera                        | 1974 – 1979 |                           |
| Bispos                   |                                            |             |                           |
| 6º                       | Manuel Pío López Estrada                   | 1939 - 1951 | Elevado à Arcebispo       |
| 5º                       | Rafael Guízar y Valencia                   | 1919 - 1938 |                           |
| 4º                       | Joaquín Acadio Pagaza y Ordóñez            | 1895 - 1919 |                           |
| 3º                       | José Ignacio Suárez Peredo y Bezares       | 1887 - 1894 |                           |
| 2º                       | José María Mora y Daza                     | 1870 - 1884 | Nomeado Bispo de Tlaxcala |
| 1º                       | Francisco de Paula Suárez Peredo y Bezares | 1863 - 1869 |                           |
| Bispo-auxiliar           |                                            |             |                           |
|                          | José Rafael Palma Capetillo                | 2016 –      | Atual                     |
| Administrador Apostólico |                                            |             |                           |
|                          | José Trinidad Zapata Ortiz                 | 2021        | Bispo de Papantla         |